# Valles de Benavente
Valles de Benavente es una denominación de origen protegida con derecho a la mención Vino de Calidad utilizada para designar los vinos vcprd originarios de la zona vitícola del noreste de la provincia de Zamora, situada alrededor de la localidad de Benavente, en Castilla y León, España.
Los vinos producidos bajo esta indicación proceden exclusivamente de uvas de las variedades tintas Tempranillo, Prieto Picudo y Mencía; y de las blancas Verdejo y Malvasía, siendo también posible la utilización de las variedades complementarias Garnacha y Cabernet Sauvignon. Se producen vinos tintos, blancos y rosados y crianzas y reservas.

## La uva

### Zona de producción
La zona de producción de uva para la elaboración de los vinos protegidos por la mención «Vino de Calidad de los Valles de Benavente» estará constituida por los terrenos que el órgano de gestión de la indicación geográfica, con base en criterios exclusivamente técnicos, considere aptos para la producción de uvas de las variedades especificadas en sus estatutos, con la calidad necesaria para ser destinados a la elaboración de tales vinos y ubicados en los términos municipales y entidades locales siguientes: Alcubilla de Nogales, Arcos de la Polvorosa, Arrabalde, Ayoó de Vidriales, Barcial del Barco, Benavente, Bretó, Bretocino, Brime de Sog, Brime de Urz, Burganes de Valverde (incluido su anejo de Olmillos de Valverde), Calzadilla de Tera (incluido su anejo Olleros de Tera), Camarzana de Tera (incluidos sus anejos de San Juanico el Nuevo y Santa Marta de Tera), Castrogonzalo, Cerecinos de Campos, Coomonte, Cubo de Benavente, Faramontanos de Tábara, Fresno de la Polvorosa, Friera de Valverde, Fuente Encalada, Fuentes de Ropel, Granja de Moreruela, Granucillo (incluidos sus anejos de Grijalba de Vidriales y Cunquilla de Vidriales), Maire de Castroponce, Manganeses de la Polvorosa, Matilla de Arzón, Melgar de Tera (incluido su anejo de Pumarejo de Tera), Micereces de Tera (incluidos sus anejos de Abraveses de Tera y Aguilar de Tera), Milles de la Polvorosa, Morales del Rey (incluido su anejo de Vecilla de la Polvorosa), Morales de Valverde (incluido su anejo de San Pedro de Zamudia), Navianos de Valverde, Pobladura del Valle, Pueblica de Valverde (incluido su anejo de Bercianos de Valverde), Quintanilla de Urz, Quiruelas de Vidriales (incluido su anejo de Colinas de Trasmonte), San Cristóbal de Entreviñas (incluidos sus anejos de San Miguel del Esla y Santa Colomba de las Carabias), San Esteban del Molar, San Miguel del Valle, San Pedro de Ceque, Santa Colomba de las Monjas, Santa Cristina de la Polvorosa, Santa Croya de Tera, Santa María de Valverde, Santa María de la Vega, Santibáñez de Tera (incluido su anejo de Sitrama de Tera), Santibáñez de Vidriales (incluidos sus anejos de Bercianos de Vidriales, Moratones, Pozuelo de Vidriales, Rosinos de Vidriales, San Pedro de la Viña, Tardemézar y Villaobispo), Santovenia, La Torre del Valle (incluido su anejo de Paladinos del Valle), Uña de Quintana, Valdescorriel, Vega de Tera (incluidos sus anejos de Junquera de Tera y Milla de Tera), Villabrázaro (incluido su anejo de San Román del Valle), Villaferrueña, Villageriz,
Villanázar (incluidos sus anejos de Mózar y Vecilla de Trasmonte), Villanueva de Azoague (incluido su anejo de Castropepe), Villanueva de las Peras, Villaveza del Agua, Villaveza de Valverde y Villalpando.

### Variedades de uva
La elaboración de los vinos protegidos se realizará exclusivamente con uvas de las siguientes variedades:
- Variedades de uva blanca: las variedades principales son verdejo y malvasía.
- Variedades de uva tinta: las variedades principales son el tempranillo, prieto picudo y mencía. Las variedades complementarias son la garnacha y cabernet sauvignon.

### Cultivo
Conforme a su reglamento, las prácticas de cultivo de la viña se realizarán de manera que expresen el mejor equilibrio entre la vegetación y la calidad de la producción y tendrán en cuenta las características de los sistemas de cultivo de cada parcela. Tanto para variedades tintas como blancas, la densidad de plantación mínima será de 900 cepas por hectárea y la máxima de 4.500 cepas por hectárea.
La formación de la cepa y su conducción se efectuarán con las condiciones precisas para la obtención de uva de calidad en función de los suelos y condiciones técnicas de cada viñedo y con la finalidad de cumplir con lo establecido en cuanto a producciones máximas admitidas su reglamento, y se efectuará de la siguiente manera:
- Tradicional en vaso y sus variantes. En ningún caso el número de yemas productivas será superior a 36.000 yemas por ha.
- Formación en espaldera: en plantaciones dirigidas y apoyadas. En ningún caso el número de yemas productivas será superior a 42.000 yemas por ha.

Se autoriza el riego del viñedo con carácter general hasta el día 31 de julio de cada año. Para poder regar con posterioridad a las fechas indicadas, el viticultor deberá presentar una solicitud de autorización ante el órgano de gestión en la que se justifique la necesidad en función de las condiciones climáticas y agronómicas existentes. En dicha solicitud figurarán los siguientes datos de la parcela regada: número de polígono y parcela, superficie, forma de conducción,y tipo y dosis de riego de la parcela regada. Con posterioridad al riego y siempre antes de la fecha que se determine por el órgano de gestión el viticultor deberá comunicarle la estimación de cosecha esperada por parcela regada. Las parcelas se someterán a los aforos de cosecha necesarios para garantizar el cumplimiento del reglamento.

### Vendimia
La vendimia se realizará con el mayor esmero, mediante técnicas que impidan el deterioro de su calidad, dedicando exclusivamente a la elaboración de vinos protegidos las partidas de uva sana con el grado de madurez necesario, realizando su entrega en el menor tiempo posible y separada por variedades.
El transporte de las uvas a las bodegas se realizará utilizando medios y aplicando prácticas que afecten lo menos posible a la calidad de las mismas.
La recepción de uva destinada a vinos no amparados se hará de forma separada de la destinada a vinos acogidos.
La graduación alcohólica volumétrica natural mínima de las partidas o lotes unitarios de vendimia será de 11% Vol. para las variedades tintas y para las variedades blancas.
La vendimia se realizará en las fechas adecuadas, determinadas por el órgano de gestión en función del estado de madurez de la uva.

### Producción
Las producciones máximas admitidas por hectárea serán de 7.000 kg/ha para variedades de tinta y 9.000 kg/ha para variedades blancas. Estos límites podrán ser aumentados o disminuidos en determinadas campañas por el órgano de gestión, a iniciativa propia o a petición de los viticultores interesados efectuada con anterioridad a la vendimia, previo informe técnico razonado que evidencie que tal variación no va a incidir negativamente en la calidad de los vinos. En caso de que tal modificación se produzca, la misma no podrá superar el 25% de los límites fijados.
En los primeros años de implantación del viñedo, la producción máxima autorizada será la siguiente:
- Año 1º: 0% del máximo autorizado
- Año 2º: 0% del máximo autorizado
- Año 3º: 33% del máximo autorizado
- Año 4º: 75% del máximo autorizado
- Año 5º y siguientes: 100% del máximo autorizado

La totalidad de la uva procedente de parcelas cuyos rendimientos sean superiores al límite autorizado, no podrá ser utilizada en la elaboración de vinos protegidos por la mención «Vino de Calidad de los Valles de Benavente».

## El vino

### Elaboración
La elaboración, almacenamiento, embotellado y etiquetado de los vinos amparados bajo la mención «Vino de Calidad de los Valles de Benavente» se realizará, con uvas que cumplan lo dispuesto en su reglamento, en las bodegas enclavadas dentro de los términos municipales de la zona de producción antes indicadas y que estén inscritas en el correspondiente registro de bodegas.
Las técnicas empleadas en la manipulación de la uva, el mosto y el vino, en el control de la fermentación y en el proceso de conservación tenderán a obtener productos de máxima calidad, manteniendo los caracteres de tipicidad de los vinos amparados por la mención «Vino de Calidad de los Valles de Benavente».
En la extracción de los mostos se seguirán las prácticas más adecuadas para obtener la mejor calidad de los vinos. Se aplicarán presiones adecuadas para la extracción del mosto y su separación de los orujos, de forma que el rendimiento no supere los 72 L de vino por cada 100 kg de uva. Las fracciones de mosto o vino obtenidos por presiones en las que se supere el rendimiento establecido, no podrán, ser destinadas a la elaboración de vinos protegidos.
El órgano de gestión excepcionalmente en determinadas campañas, previo informe técnico razonado que evidencie que tal variación no va a incidir negativamente en la calidad de los vinos, podrá modificar los rendimientos de extracción. En ningún caso el rendimiento podrá exceder de 74 L vino por cada 100 kg de uva.
Para la extracción del mosto sólo podrán utilizarse sistemas mecánicos que no dañen o desgarren los componentes sólidos del racimo. En especial quedará prohibido el empleo de máquinas despalilladoras o estrujadoras de acción centrífuga de alta velocidad y de prensas continuas.
La elaboración deberá realizarse en depósitos o recipientes que garanticen la sanidad del vino, ya sean de acero inoxidable o de otros materiales autorizados. Cuando se trate de depósitos de obra, éstos deberán estar recubiertos con resinas epoxídicas alimentarias o similares.

### Calificación
Los vinos producidos y elaborados conforme a lo dispuesto en el reglamento de esta indicación geográfica, pueden tener derecho al empleo del uso de la mención «Vino de Calidad de los Valles de Benavente», para lo cual deberán superar un preso de calificación de acuerdo con las normas que para este fin proponga el órgano de gestión, aprobadas por la Consejería de Agricultura
y Ganadería de la Junta de Castilla y León y controlado tal y como se establece en el citado reglamento.
No podrán ser amparados por la mención «Vino de Calidad de los Valles de Benavente» aquellos vinos en los que se constate que durante su proceso de producción, elaboración, envejecimiento, embotellado o etiquetado se han incumplido los preceptos de su reglamento o los señalados en la legislación vigente. Tampoco podrá ser amparado cualquier vino obtenido por mezcla con otro previamente descalificado. No obstante, podrán ser amparados por otro nivel de protección siempre que cumplan los requisitos establecidos para el mismo.

### Tipos de vinos
Los tipos de vinos amparados por la mención «Vino de Calidad de los Valles de Benavente» serán los siguientes:
- Blancos: elaborados a partir de las variedades autorizadas. Su graduación alcohólica natural mínima será del 11% Vol. adquirido.
- Rosados: elaborados a partir de las variedades clasificadas como principales y complementarias. Se podrán utilizar para su elaboración tanto variedades tintas solamente, como una mezcla de variedades tintas y blancas, en cuyo caso se utilizará un 35% como mínimo de variedades principales tintas, un 30% como máximo de variedades principales blancas y el resto de variedades complementarias tintas. Su graduación alcohólica natural mínima será del 11% Vol. adquirido.
- Tintos: elaborados a partir de las va riedades tintas clasificadas como principales y complementarias, siendo al menos el 75% de las anteriores, de variedades principales.

### Cualidades
Los vinos protegidos deberán presentar las cualidades organolépticas que a continuación se describen:
- Blancos: en fase visual presentarán un color amarillo pálido con ribetes pajizos. Su fase olfativa se caracterizará por aromas frutales muy marcados e intensidad media alta, con aparición de notas anisadas u otros aromas característicos de la variedad. En boca presentarán un importante cuerpo de intensidad media alta y una agradable sensación retronasal donde vuelven a aparecer las frutas.
- Rosados: en fase visual se caracterizarán por presentar colores rojizos de picota y cereza. Su fase olfativa se caracterizará por aromas frutales muy marcados de intensidad media alta donde predominen la fruta roja, fundamentalmente fresas y frambuesas. En boca manifestarán intensidad alta, de importante cuerpo, una viveza alta. La sensación retronasal se caracterizará por las mismas sensaciones percibidas en nariz, con un marcado aspecto frutal. Se podrá percibir cierta «aguja».
- Tintos: en fase visual se caracterizarán por una marcada capa media con tonos azulados. Su fase olfativa se caracterizará por un aspecto frutal muy marcado donde se combinan matices de frutas rojas, fundamentalmente fresa y frutas del bosque maduras de intensidad alta, como moras y arándanos. En boca se presentarán una estructura alta y compleja con una sensación retronasal muy marcada de carácter frutal. En tintos sometidos a envejecimiento en barrica, aparecerán las connotaciones de color típicas del mismo, marcándoseles más en nariz la complejidad añadida por la barrica. La sensación retronasal será agradable y duradera apreciándose las notas de madera y ciertos caracteres frutales.

### Características analíticas
Las características analíticas de los vinos amparados por la mención «Vino de Calidad de los Valles de Benavente» son las siguientes:
- Grado alcohólico natural mínimo expresado en % Vol.: 11 en vinos blancos y en vinos rosados, 11,5 en vinos tintos jóvenes y 12 en vinos tintos de crianza, reserva y gran reserva.
- Extracto seco mínimo expresado en g/L: 15 en vinos blancos y rosados, 20 en vinos tintos jóvenes y tintos de crianza, reserva y gran reserva.
- Acidez total mínima expresada en g/L (ácido tartárico): 4 en todos los vinos.
- Acidez Volátil máxima expresada en g/L (ácido acético): 0,6 en vinos blancos y rosados,0,7 en vinos tintos jóvenes hasta 10% Vol. de grado alcohólico + 0,06 gr./l. por cada grado que exceda de 10% Vol. en vinos tintos de crianza, reserva y gran reserva.
- Anhídrido sulfuroso total máximo expresado en mg/L: 160 en vinos blancos y rosados y 150 en vinos tintos jóvenes, de crianza, reserva y gran reserva.
- Azúcares reductores máximos expresado en g/L: 4 en todos los vinos.

### Envejecimiento
En los vinos amparados por la mención «Vino de Calidad de los Valles de Benavente», para poder hacer uso de la mención «crianza», ésta se efectuará en las bodegas inscritas en el registro de bodegas, debiendo prolongarse el período de envejecimiento por un plazo no inferior a dos años naturales, en el caso de los tintos y 18 meses en el caso de los blancos y rosados, contados a partir del 1 de noviembre del año de vendimia, de los cuales seis meses, como mínimo, lo será en barrica de madera de roble de capacidad máxima de 330 L.
Podrán utilizar las indicaciones «reserva» y «gran reserva» únicamente los vinos de añadas concretas que hayan adquirido una armonía en el conjunto de sus cualidades organolépticas y unas características analíticas notables, como consecuencia de un proceso de crianza y envejecimiento que, necesariamente, habrá de ajustarse a las siguientes normas:
- Para la indicación de «reserva»:

-Vinos blancos y rosados: crianza en barricas de roble y botella durante un período total de veinticuatro meses como mínimo, contados a partir del 1 de noviembre del año de vendimia, con una duración mínima de crianza de seis meses en barrica de madera de roble de capacidad máxima de 330 L.
–Vinos tintos: crianza en barrica de roble y botella durante un período total de treinta y seis meses como mínimo, contados a partir del 1 de noviembre del año de vendimia, con una duración mínima de doce meses en barrica de madera de roble de capacidad máxima de 330 L.
- Para la indicación «gran reserva»:

– Vinos blancos y rosados: crianza en barricas de roble y botella durante un período total de cuarenta y ocho meses como mínimo, contados a partir del 1 de noviembre del año de vendimia, con una duración mínima de crianza de seis meses en barrica de madera de roble de capacidad máxima de 330 litros.
– Vinos tintos: crianza en barrica de roble y botella durante un período total de sesenta meses como mínimo, contados a partir del 1 de noviembre del año de vendimia, con una duración mínima de dieciocho meses en barrica de madera de roble de capacidad máxima de 330 litros.